# Поток-Жондови
Поток-Жондови (пол. Potok Rządowy) — село в Польщі, у гміні Шидлув Сташовського повіту Свентокшиського воєводства.
Населення — 93 особи (2011).
У 1975-1998 роках село належало до Келецького воєводства.

## Демографія
Демографічна структура на день 31 березня 2011 року:
|          | Загалом | Допрацездатний вік | Працездатний вік | Постпрацездатний вік |
| -------- | ------- | ------------------ | ---------------- | -------------------- |
| Чоловіки | 43      | 5                  | 33               | 5                    |
| Жінки    | 50      | 6                  | 28               | 16                   |
| Разом    | 93      | 11                 | 61               | 21                   |